# Sankt Katharinen (Landkreis Neuwied)
Sankt Katharinen (Landkreis Neuwied) è un comune di 3.542 abitanti della Renania-Palatinato, in Germania.

Appartiene al circondario (Landkreis) di Neuwied (targa NR) ed è parte della comunità amministrativa (Verbandsgemeinde) di Linz am Rhein.